# 香港における2019年コロナウイルス感染症の流行状況
香港における2019年コロナウイルス感染症の流行状況（ほんこんにおける2019ねんコロナウイルスかんせんしょうのりゅうこうじょうきょう）では、香港における新型コロナウイルス感染症（COVID-19）の流行状況について述べる。

## 統計
- 年齢・性別分布図

## 感染の拡大

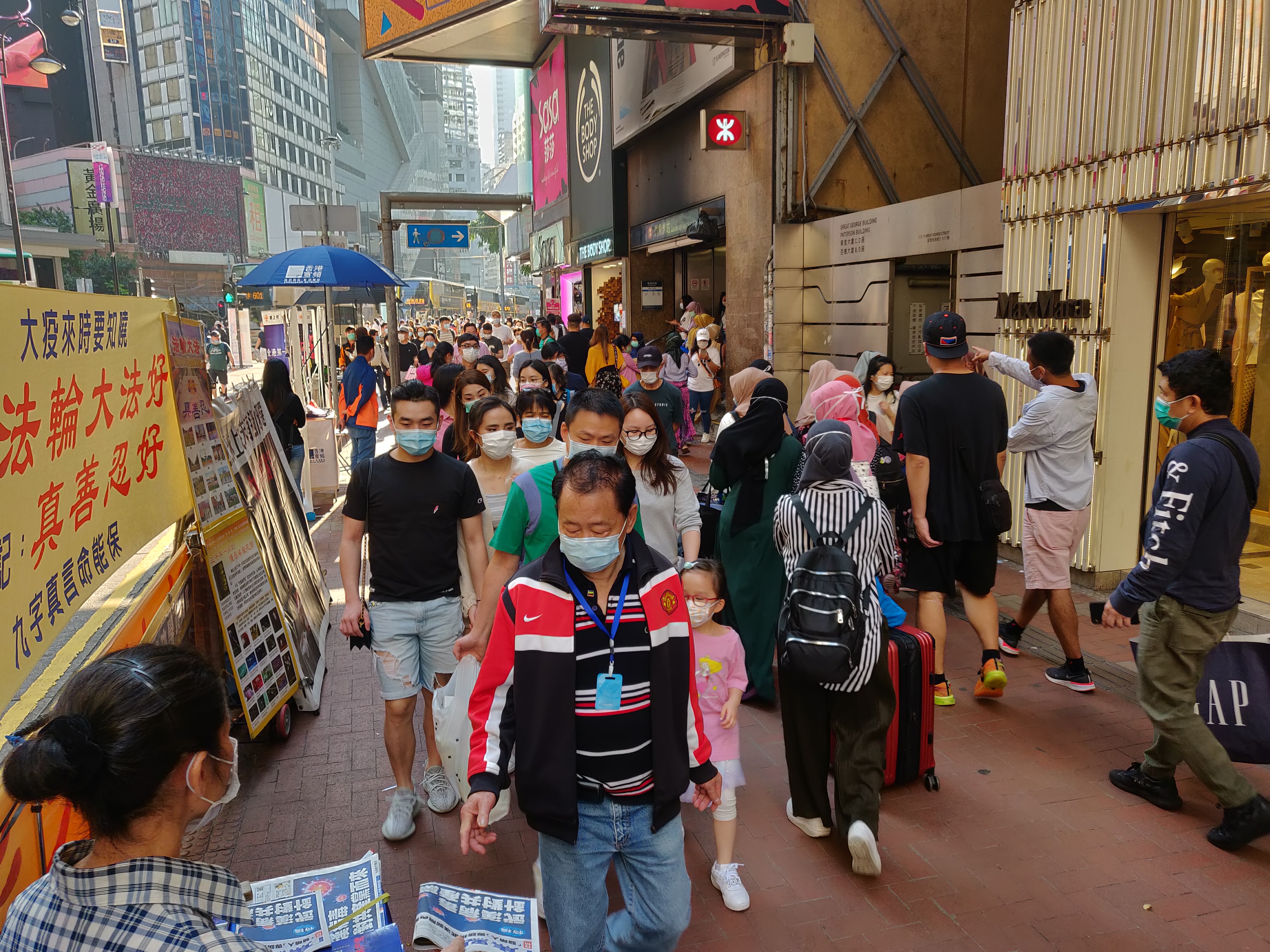
COVID-19パンデミック時の香港の通り

2020年1月22日、前日の21日に広深港高速鉄道の香港西九龍駅で香港に入境した39歳の中国人男性は発熱があったため、病院に隔離された。この患者は家族4人と共に香港からフィリピンのマニラに行くつもりであったので、他の家族は既にマニラへ飛び立った。香港の衛生当局によると感染の疑いが極めて高い。
1月23日、前日の疑わしい例を含む2人の感染が確認された。
1月25日、いずれも高速鉄道で入境した3人の感染が確認された。
1月26日、いずれも武漢市での滞在歴がある3人の感染が確認された。
1月29日、新たに武漢から来た70代の男女2人の感染が確認された。
1月30日、武漢から来た感染者の老夫婦の娘および中国本土への旅行歴がある男性の感染が確認された。
1月31日、21日に高速鉄道で武漢駅に行き、23日に長沙南駅から高速鉄道で香港に戻った39歳の男性の感染が確認された。2月4日朝、当該男性が死亡。
2月1日、新たに80歳の男性の感染が確認された。この患者は1月10日に中国本土に行ったほか、1月17日に飛行機で東京に着き、20日に横浜市からダイヤモンド・プリンセスに乗り、25日に香港に帰ったという。
2月5日、1月28日〜2月1日に東京を旅行していた56歳男性1人の感染が確認された。
2月6日、同じく東京を旅行していた56歳男性の妻の感染も確認された。
2月7日、中国大陸への旅行歴がある男性2人の感染が確認された。
2月9日、同じ火鍋宴会に参加した9人の感染が確認された。
2月13日、中西区・離島区社会保障弁事所の職員1人の感染が確認された。
2月18日、感染者の家で働くフィリピン人家政婦1人の感染が確認された。
2月19日、70歳男性患者が死亡。
2月20日、香港警察の警察官1人の感染が確認された。
2月23日、「福慧精舎」の参拝客2人、ダイヤモンド・プリンセス号からチャーター機で香港に帰った乗客1人の感染が確認された。
2月24日、ダイヤモンド・プリンセス号の乗客4人、「福慧精舎」の参拝客2人の感染が確認された。
2月26日、ダイヤモンド・プリンセス号の乗客2人の感染が確認された。
2月28日、ダイヤモンド・プリンセス号の乗客だった61歳女性の感染が確認された。
3月1日、ダイヤモンド・プリンセス号の乗客だった2人にウイルスの陽性反応が出た。
3月4日、1月31日〜2月24日にインドに滞在していた1人の感染が確認された。同日、感染が確認された患者のペットの犬も感染が確認された。香港大学、香港市立大学、世界動物衛生機関の専門家は、犬におけるウイルスへの感染度は低く、ヒトから感染する可能性が高いと示した。犬は現在無症状で、動物保護施設で隔離されている。
3月6日、2月2日〜20日に米国・メキシコを訪れた1人、2月25日〜3月3日にロンドン・パリを訪れた1人の感染が確認された。
3月7日、1月に湖北省からチャーター機で香港に帰った38歳女性とインドを訪れていた73歳女性の感染が確認された。
3月8日、インドを訪れた2人の感染が確認された。同日、76歳女性患者が死亡。
3月9日、感染者と接触した56歳男性運転手の感染が確認された。
3月10日、インドツアーに参加していた高齢者（カナダで感染確認）の娘である52歳女性、彼女と同居している家政婦の48歳女性、エジプトツアーに参加していた59歳男性と59歳夫婦2人の感染が確認された。
3月11日、エジプト団体旅行に参加した50代夫婦、59歳女性、60代夫婦とガイドである23歳男性、中国本土で感染が確認された19歳感染者と接触した22歳女性客室乗務員、国内接触者である36歳女性、イギリスから帰った31歳女性の感染が確認された。
3月12日、前日に感染が確認された31歳女性の夫である37歳男性、ボストンから東京・マニラ経由で帰った31歳男性の感染が確認された。
3月13日、感染者の親族である生後16ヶ月の乳児と66歳男性、ロンドンから帰った67歳男性、ロンドン・パリへの旅行から帰国した30歳女性、米国コロラド州から帰国した61歳男性、フランス・モロッコからアムステルダム経由で帰国した54歳女性の感染が確認された。同日、80歳男性1人が死亡。
3月15日、北海道ニセコ町を訪れていた35歳男性、ドイツ・オーストリアを訪れていた29歳男性、フランスを訪れていた30代男性2人、トロント・ニューヨーク・ボストンを訪れていた61歳と58歳夫婦、チュニジア・イギリス・スペインを訪れていた32歳男性の感染が確認された。
3月16日、オランダ出張から帰った37歳男性、ドバイを訪れていた30歳男性、カイロからバンコク経由で帰国した73歳男性、前日に感染が確認された35歳男性の接触者2人、イギリス・ドイツ・オーストリアを訪れていた42歳女性、オーストリア・スイスを訪れていた59歳男性、バンクーバー・ウィスラーを訪れていた40代女性2人の感染が確認された。
3月18日、入域者22人の感染が確認された。
3月19日、入域者14人の感染が確認された。
3月20日、入域者35人の感染が確認された。
3月21日、入域者13人の感染が確認された。
3月22日、入域者29人の感染が確認された。
3月23日、入域者31人の感染が確認された。
3月24日、入域者19人の感染が確認された。
3月25日、入域者19人、22歳女性警察官1人の感染が確認された。
3月26日、入域者29人の感染が確認された。
3月27日、入域者41人の感染が確認された。
3月28日、入域者47人の感染が確認された。
3月29日、入域者43人、31歳男性警察官1人の感染が確認された。
3月28日、入域者34人の感染が確認された。

### 推移
| 日付    | 新規確診者 | 累計確診者 | 新規死亡者 | 累計死亡者 | 新規回復者 | 累計回復者 | 参考資料      |
| ------- | ---------- | ---------- | ---------- | ---------- | ---------- | ---------- | ------------- |
| 1月23日 | 2          | 2          |            |            |            |            | [ 2 ]         |
| 1月25日 | 3          | 5          |            |            |            |            | [ 3 ]         |
| 1月26日 | 3          | 8          |            |            |            |            | [ 4 ]         |
| 1月29日 | 2          | 10         |            |            |            |            | [ 5 ]         |
| 1月30日 | 2          | 12         |            |            |            |            | [ 6 ]         |
| 1月31日 | 1          | 13         |            |            |            |            | [ 7 ]         |
| 2月1日  | 1          | 14         |            |            |            |            | [ 9 ]         |
| 2月2日  | 1          | 15         |            |            |            |            | [ 54 ]        |
| 2月4日  | 3          | 18         | 1          | 1          |            |            | [ 55 ] [ 8 ]  |
| 2月5日  | 3          | 21         |            | 1          |            |            | [ 12 ]        |
| 2月6日  | 3          | 24         |            | 1          |            |            | [ 13 ]        |
| 2月7日  | 2          | 26         |            | 1          |            |            | [ 14 ]        |
| 2月9日  | 10         | 36         |            | 1          |            |            | [ 15 ]        |
| 2月10日 | 6          | 42         |            | 1          |            |            | [ 56 ]        |
| 2月11日 | 7          | 49         |            | 1          |            |            | [ 57 ]        |
| 2月12日 | 1          | 50         |            | 1          | 1          | 1          | [ 57 ]        |
| 2月13日 | 3          | 53         |            | 1          |            | 1          | [ 16 ]        |
| 2月14日 | 3          | 56         |            | 1          |            | 1          | [ 58 ]        |
| 2月16日 | 1          | 57         |            | 1          | 1          | 2          | [ 59 ]        |
| 2月17日 | 3          | 60         |            | 1          |            | 2          | [ 60 ]        |
| 2月18日 | 2          | 62         |            | 1          | 2          | 4          | [ 17 ]        |
| 2月19日 | 3          | 65         | 1          | 2          | 1          | 5          | [ 61 ] [ 18 ] |
| 2月20日 | 3          | 68         |            | 2          |            | 5          | [ 19 ]        |
| 2月21日 |            | 68         |            | 2          | 1          | 6          | [ 62 ]        |
| 2月22日 | 1          | 69         |            | 2          | 5          | 11         | [ 63 ]        |
| 2月23日 | 5          | 74         |            | 2          | 3          | 14         | [ 20 ]        |
| 2月24日 | 7          | 81         |            | 2          | 4          | 18         | [ 21 ]        |
| 2月25日 | 4          | 85         |            | 2          |            | 18         | [ 64 ]        |
| 2月26日 | 6          | 91         |            | 2          | 6          | 24         | [ 22 ]        |
| 2月27日 | 2          | 93         |            | 2          | 2          | 26         | [ 65 ]        |
| 2月28日 | 1          | 94         |            | 2          | 4          | 30         | [ 23 ]        |
| 2月29日 | 1          | 95         |            | 2          | 3          | 33         | [ 66 ]        |
| 3月1日  | 3          | 98         |            | 2          | 3          | 36         | [ 24 ]        |
| 3月2日  | 2          | 100        |            | 2          |            | 36         | [ 67 ]        |
| 3月3日  |            | 100        |            | 2          | 1          | 37         | [ 68 ]        |
| 3月4日  | 4          | 104        |            | 2          | 6          | 43         | [ 25 ]        |
| 3月5日  |            | 104        |            | 2          | 3          | 46         | [ 69 ]        |
| 3月6日  | 3          | 107        |            | 2          | 5          | 51         | [ 27 ]        |
| 3月7日  | 2          | 109        |            | 2          | 4          | 55         | [ 28 ]        |
| 3月8日  | 5          | 114        | 1          | 3          | 3          | 58         | [ 29 ] [ 30 ] |
| 3月9日  | 1          | 115        |            | 3          | 1          | 59         | [ 31 ]        |
| 3月10日 | 5          | 120        |            | 3          | 5          | 64         | [ 32 ]        |
| 3月11日 | 9          | 129        |            | 3          | 2          | 66         | [ 33 ]        |
| 3月12日 | 2          | 131        |            | 3          | 8          | 74         | [ 34 ]        |
| 3月13日 | 6          | 137        | 1          | 4          | 3          | 77         | [ 35 ] [ 36 ] |
| 3月14日 | 4          | 141        |            | 4          | 3          | 80         | [ 37 ]        |
| 3月15日 | 7          | 148        |            | 4          | 3          | 83         | [ 37 ]        |
| 3月16日 | 9          | 157        |            | 4          | 4          | 87         | [ 38 ]        |
| 3月17日 | 10         | 167        |            | 4          | 4          | 91         | [ 39 ]        |
| 3月18日 | 25         | 192        |            | 4          | 3          | 94         | [ 39 ]        |
| 3月19日 | 16         | 208        |            | 4          | 3          | 97         | [ 40 ]        |
| 3月20日 | 48         | 256        |            | 4          |            | 97         | [ 41 ]        |
| 3月21日 | 17         | 273        |            | 4          | 3          | 100        | [ 42 ]        |
| 3月22日 | 44         | 317        |            | 4          |            | 100        | [ 43 ]        |
| 3月23日 | 39         | 356        |            | 4          | 1          | 101        | [ 44 ]        |
| 3月24日 | 30         | 386        |            | 4          | 1          | 102        | [ 45 ]        |
| 3月25日 | 24         | 410        |            | 4          | 4          | 106        | [ 47 ]        |
| 3月26日 | 43         | 453        |            | 4          | 4          | 110        | [ 48 ]        |
| 3月27日 | 65         | 518        |            | 4          | 1          | 111        | [ 49 ]        |
| 3月28日 | 64         | 582        |            | 4          | 1          | 112        | [ 50 ]        |
| 3月29日 | 59         | 641        |            | 4          | 6          | 118        | [ 52 ]        |
| 3月30日 | 41         | 682        |            | 4          | 6          | 124        | [ 53 ]        |

## 香港の対応と影響

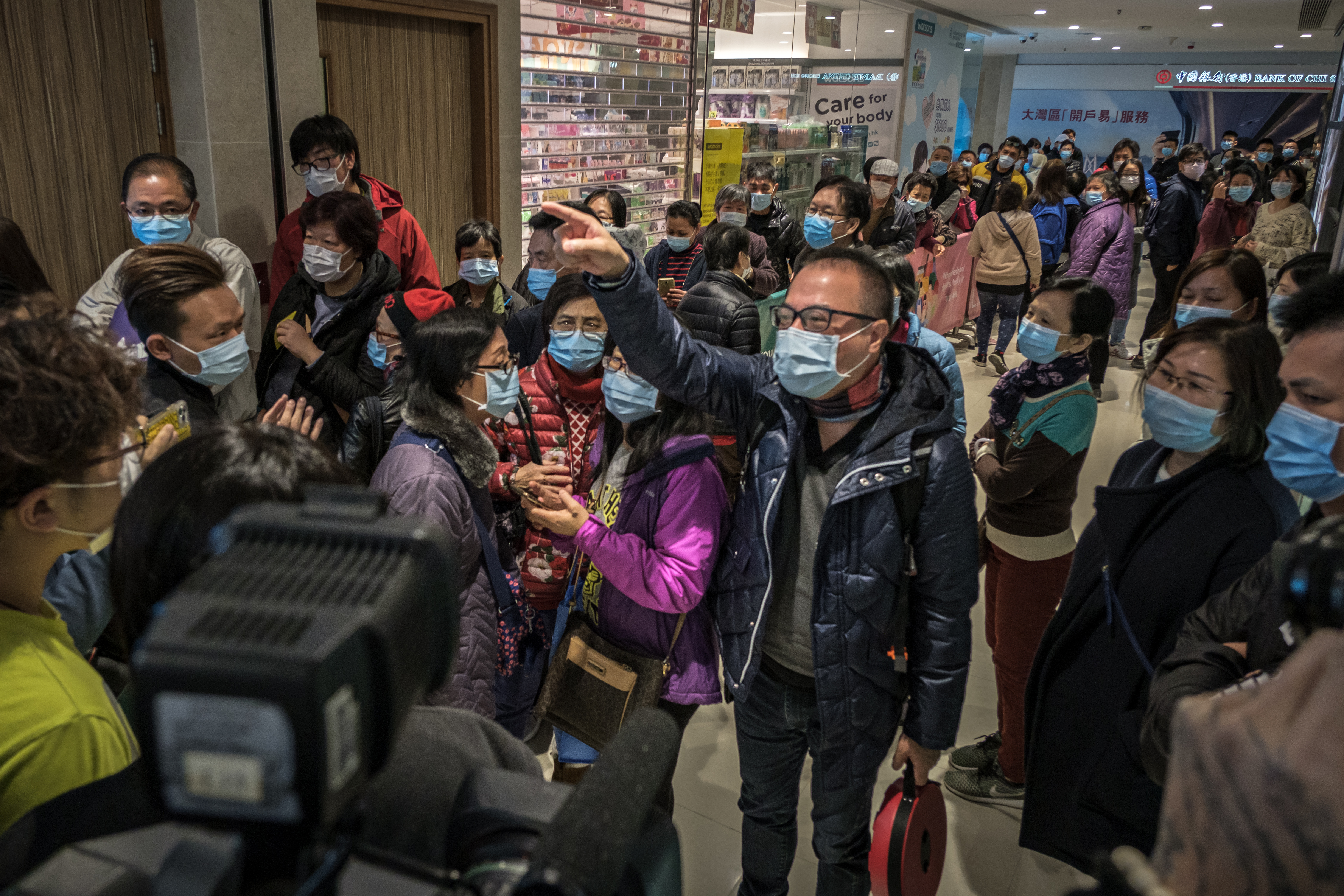
2020年1月30日、香港でフェイスマスクを購入するための行列。誰もがすでに使い捨てマスクを着用している。

香港では、中国本土からの観光客が8か月にわたって急落するという内情が目立っている。ウイルスの蔓延は、長期にわたる景気後退に耐えるために旅行業界にさらなる圧力をかけた。過去数か月の間に回復力のある第三国からの入国の減少も懸念として挙げられている。市はすでに不況な状態にある。オーストラリア、香港、中国では発生による最悪の経済的影響が予想されている。
中国本土からのウイルス感染の恐れをめぐって中国本土に対する敵対的な感情が高まり、国境港の閉鎖と中国本土のすべての旅行者の入国拒否を求める声が高まり、抗議活動が再び高まった。事件には、警察署に投げられた多数のガソリン爆弾、トイレで爆発した自家製爆弾、香港と中国本土の国境を結ぶ鉄道の線路に異物が投げ込まれたことが発生している。提起された政治問題には、中国本土が無料の医療援助を求めるために香港に旅行することがあるかもしれないという懸念がある（それは香港政府によって対処されてきた）。
ウイルスの発生以来、フェイスマスクや消毒剤製品（アルコールや漂白剤など）を含む、かなりの数の製品が市内で売り切れた。継続的な買い占めにより、多くの店のボトル入り飲料水、野菜、米などの非医薬品が売り切れた。香港特別行政区政府は、世界的なフェイスマスクの備蓄の減少としてキャンセルフェイスマスクの輸入を持っていました。
コロナウイルスの発生を考慮して、教育局はすべての幼稚園、小学校、中学校、特殊学校を2020年4月20日まで閉鎖。この混乱は、特に2019年に起こった抗議関連の混乱を考慮して、受験する予定の学生の状況に懸念を引き起こしている。
2020年1月23日、MTRは武漢へのチケットの販売を直ちに停止すると発表した。ドラゴン、キャセイパシフィック航空も24日で、武漢へのフライト、武漢からのフライトのキャンセルを発表した。
1月24日、中国本土での流行が急速に拡大したため、康泰旅行社と香港中国旅行社は、旧正月中の本土ツアーグループのキャンセルを24日に発表した。
1月25日、香港政府は「緊急事態」を宣言し、春節に入って休みとなっている学校の再開を2月17日まで延期した。
1月26日、MTRは、駅のスタッフが毎日出勤する前にマスクを着用し、体温を測定し、駅での清掃を強化する必要があると発表した。
1月28日午後、香港の林鄭月娥行政長官は30日未明より、中国本土との人的移動を制限すると発表した。具体策としては高速鉄道の停止、バス・飛行機の減便や観光ビザの発行中止などがある。
2月5日、旗艦会社のキャセイパシフィック航空は27,000人の従業員に対し、6月末までに3週間の無給休暇を自発的に取得するよう要求した。航空会社は以前、中国本土へのフライトを90％、全面的なフライトを30％削減していた。
同日、台湾から回航してきたクルーズ船、ワールド・ドリームに香港の衛生当局スタッフは検疫のために上船した。ただし、感染確定者3人と同期に乗船した乗客らは既に1月24日に中国大陸か香港で下船した。また、2月5日から出発予定の当該客船の香港 - 那覇間のクルーズも中止となった。
2月13日、教育局は政府本部でメディアと会見し、香港のすべての学校が3月16日までに休校日を延長することを発表した。
2月24日、政府は韓国に旅行警告を発表し、そこへ行くことを計画している市民に、そこに行かないように注意を払うように呼びかけました。また、2月25日の6時から、14日以内に韓国を訪問した香港以外の居住者は入国できなくなった。
3月以降、香港の航空会社は香港と韓国間のフライトをキャンセルした。
3月11日、主要な公共図書館の7館がサービスを制限したうえで再開した。図書館に入館した人は計画を立て、マスクを着用し、体温を測る必要があり、スタッフは1時間に1回会場を片付け、全員が立ち去る必要があった。
3月15日、香港政府は、公衆衛生上の考慮事項に基づいて、アイルランド、英国、米国に向けて旅行警告を発行することを決定したと発表した。さらに、3月19日以降、香港に到着する14日前にアイルランド、英国、米国、またはエジプトに行ったすべての人（香港の居住者に関係なく）は、強制的な家庭での検疫を受ける必要がある。
3月17日、香港政府はその日から世界中（中国本土、マカオ、台湾を除く）の国と地域すべてに旅行警告を発行すると発表した。同時に、3月19日の早朝から、マカオと台湾以外の地域に入国した人は、14日間強制的に自宅隔離を受ける必要がある。
3月21日、香港政府は中等学校の卒業試験を4月24日まで延期すると発表し、中国語と英語の会話試験を中止した。同時に、政府は1-2週間にわたって閉鎖を再度実施し、現在限られた範囲で開いているすべての文化的およびレクリエーション施設は再び閉鎖された。